# Lijst van burgemeesters van Leudal
Dit is een lijst van burgemeesters van de Nederlandse gemeente Leudal in de provincie Limburg sinds haar stichting op 1 januari 2007.
| Ambtsperiode                        | Naam burgemeester             | Partij of stroming                   | Bijzonderheden |
| ----------------------------------- | ----------------------------- | ------------------------------------ | -------------- |
| 1 januari 2007 - 31 augustus 2007   | Jos (J.F.J.) Zuidgeest        | PvdA                                 | waarnemend     |
| 1 september 2007 - 31 augustus 2019 | Arno (A.H.M.) Verhoeven       | partijloos (tot september 2014 PvdA) |                |
| 7 mei 2012 - 15 maart 2013          | Hans (J.C.G.J.) Smulders      | CDA                                  | waarnemend     |
| 3 september 2019 - heden            | Désirée (D.H.) Schmalschläger | GL                                   |                |